# Tanytarsus salinarius
Tanytarsus salinarius är en tvåvingeart som beskrevs av Jean-Jacques Kieffer 1911. Tanytarsus salinarius ingår i släktet Tanytarsus och familjen fjädermyggor.
Artens utbredningsområde är Tyskland. Inga underarter finns listade i Catalogue of Life.